# Hueyotlipan (kommun)
Hueyotlipan är en kommun i Mexiko.   Den ligger i delstaten Tlaxcala, i den sydöstra delen av landet, 80 km öster om huvudstaden Mexico City. Antalet invånare är 13 879.
Följande samhällen finns i Hueyotlipan:
- Hueyotlipan
- La Cruz Techalote Colonia